# Norman Packard

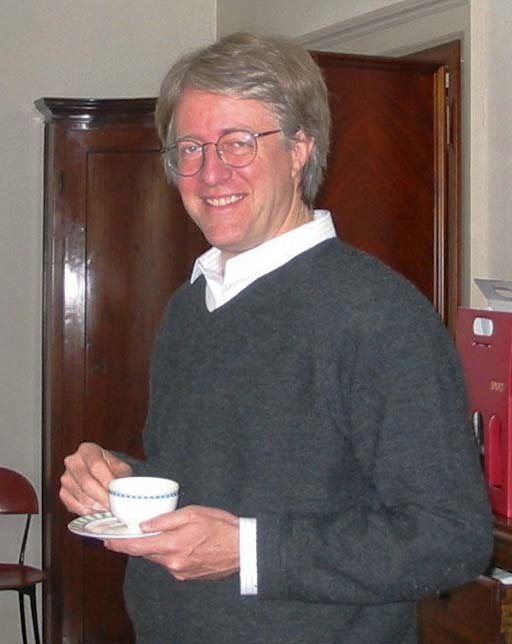
Norman Packard

Norman Harry Packard (* 1954 in Billings, Montana) ist ein US-amerikanischer Physiker, der sich mit Chaostheorie, der Theorie zellulärer Automaten und Physik komplexer Systeme beschäftigt.
Packard wuchs in Silver City (New Mexico) auf und studierte am Reed College in Portland (Oregon) und an der University of California, Santa Cruz, wo er Ende der 1970er Jahre Teil einer Gruppe von Studenten war, die Pionierarbeit in der Chaosphysik leisteten (Robert Shaw, J. Doyne Farmer, James Crutchfield).  1982 promovierte er in Santa Cruz mit der Arbeit Measurements of chaos in the presence of noise. Nebenher versuchten Ende der 1970er Jahre Teile der Gruppe, zu denen auch Packard gehörte, mit einem auf physikalischen Vorhersageprinzipien beruhenden Roulette-System in Las Vegas Gewinne zu machen, worüber später Thomas Bass 1985 ein Buch schrieb (The Newtonian Casino).
Als Post-Doc war er 1982 am IHES bei Paris und danach am Institute for Advanced Study, wo er mit Robert Shaw und Stephen Wolfram an der Theorie zellulärer Automaten arbeitete.
In den 1990er Jahren gründete er mit Farmer und anderen „The Prediction Company“, die Erkenntnisse der Chaostheorie in der Finanzindustrie anwandte. Er war zeitweilig Präsident der Firma, die später an UBS verkauft wurde.
Packard ist auch CEO eines Start-Ups „Proto-Life“, das er mit seinem früheren Studienkollegen Mark Bedau, einem Philosophieprofessor, in Venedig gründete, und das künstliche Zellen herstellen soll.